# Унрошиды
Унрошиды (фр. Unrochides, итал. Unrochingi, нем. Unruochinger) — франкское знатное семейство, обосновавшееся в Италии. Династия названа по имени первого представителя получившего известность — Унрош II из Фриули (начало IX века).

## История
Род имел франкское происхождение и был тесно связан с династией Каролингов. Родовые владения располагались на территории современных Северной Франции и Бельгии, а позже их представители выполняли административные задачи в Алемании, Септимании и Италии.
Ранняя генеалогия рода известна плохо. Его непрерывное происхождение можно проследить только начиная с Унроша II, который был доверенным лицом императора Карла Великого.
Один из сыновей Унроша Беренгер до 819 года получил от императора Людовика I Благочестивого Тулузскую марку, а в 832 году в дополнение ещё и часть конфискованных владений Бернара Септиманского. 
Самыми известными представителями рода являются Эбергард Фриульский, основатель Фриульской (Итальянской) ветви, и его сын, император Беренгар I Фриульский]. 
Эбергард был братом Беренгера Тулузского и играл заметную роль в Каролингской империи. Около 828 года он получил Фриульскую марку, а позже ещё и женился на дочери императора Гизеле. Он поддерживал своего зятя, императора Лотаря I, выступая посредником в его конфликте с братьями.
Беренгар I, сын Эбергарда и Гизеллы воспользовался слабостью Каролингов после распада Франкской империи и расширил свою власть в Северо-Восточной Италии. В 888 году был провозглашён королём Италии. Однако на власть в королевстве претендовали и представители других семей. Первоначально он проиграл борьбу представителям династии Гвидонидов. Но в 905 году ему удалось стать единоличным правителем в Итальянском королевстве, а в 915 году был коронован императорской короной. Однако в дальнейшем ему пришлось бороться против других претендентов на власть в Италии, среди которых выделялся король Бургундского королевства Рудольф II. В 923 году Рудольфу удалось разбить Беренгара в битве при Фиренцуоле, после чего тот был вынужден вернуться в свои владения. Беренгар пытался вернуть себе власть, но в 924 году был убит в Вероне.
Беренгар не оставил сыновей. Его дочь Гизела вышла замуж за маркграфа Адальберта I Иврейского. Родившийся в этом браке Беренгар II Иврейский стал наследником Унрошидов по женской линии, а также унаследовал кровь Каролингов.
Некоторые представители династии Унрошидов продолжали владеть родовыми землями на территории современных Северной Франции и Бельгии примерно до середины X века.

## Представители
- Унрош II[англ.] (умер до 853), граф Тернуа.
- Беренгер (около 790/795 — 835), маркграф Тулузы с 816 года, граф Пальярс и Рибагорсы в 816—833 годах, граф Барселоны, Жироны, Бесалу и маркиз Септимании с 832 года, граф Ампурьяса и Руссильона в 832—834 годах.
- Эбергард (около 810 — 16 декабря 866), маркграф и герцог Фриуля с 828 года.
- Унрош III (умер 1 июля 874), маркграф и герцог Фриуля с 866 года.
- Беренгар I (умер 7 апреля 924), маркграф Фриуля с 874 года, король Италии с 888 года, последний император Запада с 916 года.